# Anni 1000
Gli anni 1000 sono il decennio che comprende gli anni dal 1000 al 1009 inclusi.

## Eventi, invenzioni e scoperte
- Le popolazioni di tutto il mondo furono terribilmente scosse dalla credenza della fine del mondo che doveva avvenire, secondo alcuni, negli inizi degli anni 1000.

## Personaggi
- Abd al-Rahman Ibn Yunus
- Abu al-Qasim al-Zahrawi
- Abu-Mahmud al-Khujandi
- Abu Nasr Mansur
- Abu Rayhan al-Biruni
- Alhazen (Ibn al-Haytham)
- Avicenna (Ibn Sina)
- Basilio II
- Boleslao I di Polonia
- Brian Boru
- Bruno di Querfurt
- Roberto II di Francia
- Roberto il Guiscardo
- Ruggero I di Sicilia
- Sancho III di Navarre
- Stefano I d'Ungheria
- Sweyn I di Danimarca
- Samuele di Bulgaria